# Punya

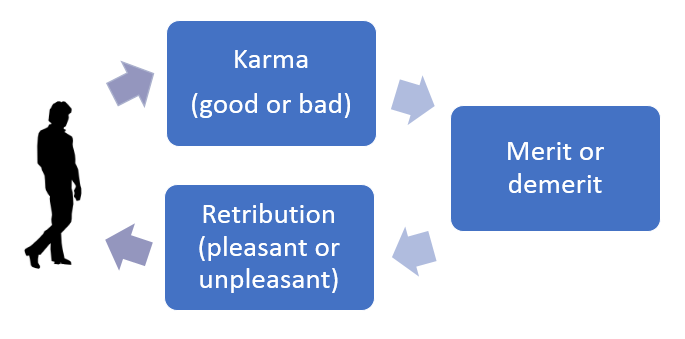
Les mérites et leurs effets en retour.

Punya (sanskrit IAST : puṇya) est un concept du bouddhisme, du jaïnisme et de l'hindouisme. Le terme pourrait se traduire par bonnes actions, ou bon karma, ou encore acte de mérite, œuvre pie.

## Bouddhisme
Dans le bouddhisme, puṇya signifie « mérite » ou « accumulation de mérites ». Les sources pali mentionnent trois sortes d'action produisant du mérite : la générosité (dāna), la moralité (shila) et la méditation (bhavana).

## Jaïnisme
Dans le jaïnisme, son contraire est le papa, le péché. Ces deux valeurs éthiques font toutes deux partie des « Vérités du monde » — les Tattvas. Le fidèle jaïn peut créer des punya en donnant à manger aux moines-ascètes ou encore aux nécessiteux. Autres exemples de punya : la méditation sur des images de Maîtres éveillés, les pèlerinages, la participation à la construction de temples, ou encore le jeûne, le don de médicaments aux gens dans le besoin. Faire de bonnes actions et avoir des bonnes pensées vont en général dans le sens du bon karma. Suivre les vœux du jaïnisme (mahâvratas) et les Trois Joyaux sont des actes quotidiens primordiaux pour arriver à l'éveil, le moksha.